# Cừu Laticauda
Cừu Laticauda là một giống cừu nội địa từ Campania và Calabria, ở miền nam nước Ý. Nó là một giống cừu có đuôi béo, làm phát sinh cái tên Laticauda, "đuôi rộng". Nó được nuôi chủ yếu ở khu vực có nguồn gốc từ các tỉnh Avellino, Benevento và Caserta, nhưng cũng được tìm thấy ở các tỉnh Cosenza, Matera và Naples. Giống như giống cừu Barbaresca của Sicily, nó xuất hiện từ kết quả lai tạo giống cừu địa phương với cừu Barbary (hoặc Barbarin) có nguồn gốc Maghrebi. Người ta đã gợi ý rằng những giống cừu này lần đầu tiên được vua Bourbon Charles VII của Naples đưa đến khu vực trên.
Laticauda là một trong mười bảy giống cừu Ý tự phát triển, trong đó một cuốn tổng hợp phả hệ được lưu giữ bởi Associazione Nazionale della Pastorizia, hiệp hội chăn nuôi cừu quốc gia Ý. Tổng số cừu giống này được ước tính là 60.000 vào năm 1983, vào năm 2013 con số được ghi trong cuốn sách là 2802. Khu vực Campania ước tính có 7000 con cừu giống này.
Các con cừu Laticauda thường được giết mổ ở độ tuổi khoảng một tháng, với trọng lượng 10–15 kg. Năng suất sữa là khoảng 120-140 lít mỗi chu kỳ. Sữa có 7–13% chất béo và 5,5-8,5% protein, đây là loại sữa duy nhất được sử dụng trong quá trình sản xuất Pecorino di Laticauda Sannita, một loại phô mai pecorino đang xin mã trạng thái DOP từ chính phủ Ý.